# ふづき美世
ふづき 美世（ふづき みよ、7月28日 - ）は、元宝塚歌劇団花組トップ娘役。
埼玉県久喜市、東邦第二高等学校出身。身長159cm。愛称は「ふー」。

## 来歴
1993年、宝塚音楽学校入学。
1995年、宝塚歌劇団に81期生として入団。星組公演「国境のない地図」で初舞台。その後、花組に配属。
1999年、愛華みれ・大鳥れいトップコンビ大劇場お披露目となる「夜明けの序曲」で、新人公演初ヒロイン。その後も3度に渡って新人公演ヒロインを務める。
2001年9月1日付で宙組へと組替え。
2002年、「エイジ・オブ・イノセンス」（バウホール・日本青年館公演）で、美羽あさひとバウホール・東上公演ダブルヒロイン。同年12月29日付で再び花組へ組替えとなる。
2003年2月10日付で花組トップ娘役に就任。春野寿美礼の2人目の相手役として、「野風の笛／レヴュー誕生」でトップコンビ大劇場お披露目。
2006年2月12日、「落陽のパレルモ／ASIAN WINDS!」東京公演千秋楽をもって、宝塚歌劇団を退団。

## 宝塚歌劇団時代の主な舞台

### 初舞台
- 1995年3 - 5月、星組『国境のない地図』（宝塚大劇場のみ）

### 花組時代
- 1995年6 - 11月、『エデンの東』『ダンディズム!』
- 1996年1 - 4月、『花は花なり』『ハイペリオン』
- 1996年6 - 8月、『ハウ・トゥー・サクシード』（宝塚大劇場）
- 1996年9 - 10月、『エデンの東』『ダンディズム!』（全国ツアー）
- 1996年11月、『ハウ・トゥー・サクシード』（東京宝塚劇場）
- 1996年12 - 1997年1月、『香港夜想曲』（バウホール）
- 1997年2 - 6月、『失われた楽園』『サザンクロス・レビュー』
- 1997年8 - 9月、『ザッツ・レビュー』（宝塚大劇場）
- 1997年10 - 11月、『白い朝』（バウホール） - おその
- 1997年12月、『ザッツ・レビュー』（東京宝塚劇場） - 新人公演：勝子（本役：貴柳みどり）
- 1998年2 - 3月、『白い朝』（日本青年館） - おその
- 1998年5 - 10月、『SPEAKEASY』 - 新人公演：モーリー（本役：舞風りら）『スナイパー』
- 1998年10 - 11月、『Endless Love』（バウホール）
- 1999年1 - 2月、『夜明けの序曲』（宝塚大劇場） - 新人公演：川上貞（本役：大鳥れい） 新人公演初ヒロイン[2][3]
- 1999年3月、『冬物語』（バウホール） - 十郎太
- 1999年4 - 5月、『夜明けの序曲』（1000days劇場） - 新人公演：川上貞（本役：大鳥れい）[3]
- 1999年6月、『Endless Love』（愛知厚生年金会館・日本青年館）
- 1999年8 - 12月、『タンゴ・アルゼンチーノ』 - サラ『ザ・レビュー'99』
- 2000年2月、『タンゴ・アルゼンチーノ』『ザ・レビューIV』（中日劇場）
- 2000年4 - 5月、『源氏物語 あさきゆめみし』 - ちい姫、新人公演：紫の上／藤壺（本役：大鳥れい）『ザ・ビューティーズ!』（宝塚大劇場） 新人公演ヒロイン[2][6][注釈 1]
- 2000年6 - 7月、ベルリン公演『宝塚 雪・月・花』『サンライズ・タカラヅカ』（フリードリッヒシュタット・パラスト劇場）[2][7]
- 2000年7 - 8月、『源氏物語 あさきゆめみし』 - ちい姫、新人公演：紫の上／藤壺（本役：大鳥れい）『ザ・ビューティーズ!』（1000days劇場）[6][注釈 2]
- 2000年11 - 2001年3月、『ルートヴィヒII世』 - 新人公演：幻（本役：大鳥れい）『Asian Sunrise』 新人公演ヒロイン[2][6]
- 2001年4 - 5月、『源氏物語 あさきゆめみし』 - 女三の宮『ザ・ビューティーズ!』（全国ツアー）
- 2001年7 - 8月、『ミケランジェロ』 - アンジェロ5『VIVA!』（宝塚大劇場のみ）

### 宙組時代
- 2001年11 - 2002年3月、『カステル・ミラージュ』 - リリー、新人公演：ジュリエッタ（本役：陵あきの）『ダンシング・スピリット!』
- 2002年4 - 5月、『エイジ・オブ・イノセンス』（バウホール・日本青年館） - エレン・オレンスカ伯爵夫人 バウ・東上Wヒロイン[2]
- 2002年7 - 11月、『鳳凰伝』 - アデルマ『ザ・ショー・ストッパー』

### 花組トップ娘役時代
- 2003年3 - 4月、『不滅の棘（とげ）』（ドラマシティ・赤坂ACTシアター） - フリーダ・プルス／フリーダ・ムハ トップお披露目公演[2]
- 2003年5 - 9月、『野風の笛』 - 五郎八姫『レヴュー誕生』 大劇場トップお披露目公演[2]
- 2003年10 - 11月、『琥珀色の雨にぬれて』 - シャロン・カザティ『Cocktail』（全国ツアー）
- 2004年1 - 5月、『天使の季節』 - マルゲリタ『アプローズ・タカラヅカ!』[2]
- 2004年5 - 6月、『ジャワの踊り子』（全国ツアー） - アルヴィア[2]
- 2004年8 - 11月、『La Esperanza（ラ・エスペランサ）』 - ミルバ『TAKARAZUKA舞夢!』
- 2004年12 - 2005年1月、『天の鼓-夢幻とこそなりにけれ-』（ドラマシティ・日本青年館） - 照葉
- 2005年3 - 7月、『マラケシュ・紅の墓標』 - オリガ『エンター・ザ・レビュー』[2]
- 2005年8月、『マラケシュ・紅の墓標』 - オリガ『エンター・ザ・レビュー』（博多座）[2]
- 2005年11 - 2006年2月、『落陽のパレルモ』 - アンリエッタ・クラウディア・カヴァーレ『ASIAN WINDS!』 退団公演[2]

### 出演イベント
- 1996年3月、紫吹淳ディナーショー『La Romance』
- 1997年4月、匠ひびきディナーショー『Pearl Eyes』
- 1997年7月、第三回『アキコ・カンダレッスン発表会』
- 1997年12月、『アデュー東京宝塚劇場』
- 1998年7月、『'98宝塚巴里祭』
- 2000年9月、TCAスペシャル2000『KING OF REVUE』
- 2000年9月、伊織直加ディナーショー『LOVE BEAT』
- 2001年1月、『花組エンカレッジ・コンサート』
- 2001年6月、TCAスペシャル2001『タカラヅカ夢世紀』
- 2001年8月、『花組-リプライズ-エンカレッジ・コンサート』
- 2002年6月、TCAスペシャル2002『DREAM』
- 2002年9月、轟悠スペシャルコンサート『Stylish!』
- 2002年12月、轟悠ディナーショー『The way Yu are』
- 2003年6月、TCAスペシャル2003『ディア・グランド・シアター』
- 2004年7月、TCAスペシャル2004『タカラヅカ90』
- 2004年11月、『ベルサイユのばら30』
- 2005年4月、TCAスペシャル2005『Beautiful Melody Beautiful Romance』
- 2005年9月、ふづき美世ミュージック・サロン『La vie en rose』 主演[2]
- 2005年12月、『花の道 夢の道 永遠の道』

## 受賞歴
- 2004年、『阪急すみれ会パンジー賞』 - 女役賞